# Prats de Lluçanès
Prats de Lluçanès [səβəˈðeʎ] (spanisch Prats de Llusanés) ist eine katalanische Gemeinde in der Provinz Barcelona im Nordosten Spaniens. Sie liegt in der Comarca Osona.

## Geschichte
Der Ortschaft, urkundlich erwähnt erstmals im Jahr 905, liegt auf einem Plateau zwischen zwei Flüssen. Zuerst wurde die Kirche von Sant Vicenç errichtet, inmitten einiger verstreuter Bauernhöfe. Spätestens 1063 bekam Sant Vicenç den Status einer Pfarrkirche, den sie allerdings – nach der Pest und deutlichem Bevölkerungsrückgang – 1435 wieder verlor. Danach war sie 352 Jahre lang als Suffragangemeinde Santa Eulàlia de Pardines unterstellt. Im 16. Jahrhundert wurde die Kirche vollständig umgebaut, immer noch im romanischen Stil. Seit 1555 heißt sie Capella de la Mare de Déu de la Bona Sort, bestehend aus Hauptschiff und zwei kleineren Seitenkapellen. Die Altäre sind Johannes dem Täufer, Sant Andreu de Padua und der Jungfrau Maria gewidmet.
Bis weit in das 15. Jahrhundert hatte sich kein urbaner Nukleus gebildet, Prats de Lluçanès war damals noch eine Streusiedlung. Die regionalen Herrscher der Gegend waren abwechselnd die Herren von Torelló und von Castellar de n’Hug. Die eigentliche Gründung der Stadt erfolgte im 17. Jahrhundert. Die Bevölkerung der gesamten Region wuchs rasch. Nicht nur das alte Viertel der Sagrera, rund um die Capella, wurde dicht besiedelt, die Stadt dehnte sich auch nach Norden aus. Die heutige Pfarrkirche zum Hl. Vinzent (església parroquial de Sant Vicenç) wurde zwischen 1627 und 1649 im Barockstil errichtet, unweit der alten, viel kleineren Kirche, die bestehen blieb. 1681 verlieh König Karl II. Prats de Lluçanès den Titel ‚’’Loyal Villa’’.
In der letzten Phase des Spanischen Erbfolgekrieges, 1714, wurde die Stadt zweimal von den Truppen des Bourbonen Philipp V. niedergebrannt, am 6. Februar und am 1. Juli.

## Sehenswürdigkeiten

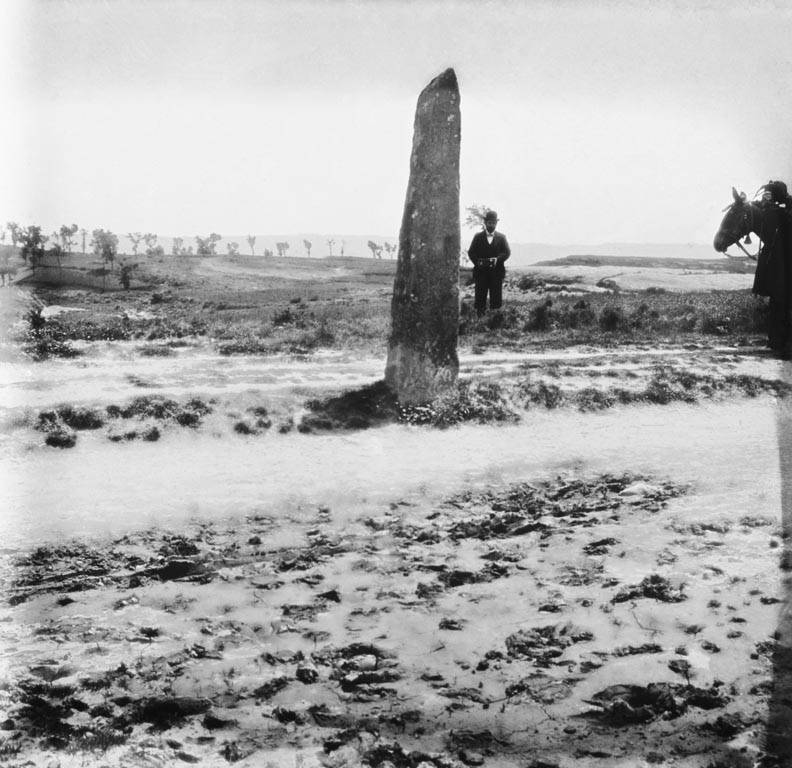
Pedra dreta del Grau

- Pedra Dreta del Grau (auch La Pedra Dreta de Lluçà) in Prats de Lluçanès ist ein Menhir
- Museu Municipal Miquel Soldevila, das Städtische Museum, benannt nach dem katalanischen Maler Miquel Soldevila (1886–1956)[5]
- Sant Andreu de Llanars (romanische Kirche)
- Santuario de la Virgen de Lourdes (Kirche auf einer Anhöhe, gewidmet der Hl. Maria von Lourdes, errichtet in den 1880er Jahren)
- Ermita de Sant Sebastià
- El roc foradat (Felsen der Hexe Napa (bürgerlicher Name Maria Pujol), der letzten Hexe Kataloniens, die hingerichtet wurde)
- La cadira d'en Galceran (strategischer Aussichtsplatz aus dem frühen 19. Jh., benannt nach dem Militärführer Josep Galceran i Escrigas (1794–1836))
- Castillo de Quer (Burg, die 1988 in das spanische Kulturerbe aufgenommen wurde)
- Turm Malla
- Fabrik von Cal Casals

Auf dem Friedhof von Prats wurde der Priester und Dichter Isidre Castells i Casadesús (1889–1936) bestattet.
Zum immateriellen Kulturerbe des Ortes zählen:
- das alljährliche Volksfest (im Januar) im Namen von Sant Vicenç,[6]
- Trencadansa, ein Tanz aus dem 19. Jahrhundert[7] und
- das Weihnachtslied fum, fum, fum von Joaquim Pecanins[8]